# Cheetah Hunt
Cheetah Hunt (« la chasse au guépard ») est un parcours de montagnes russes en métal situé à Busch Gardens Tampa, à Tampa (Floride). L'attraction a ouvert le 27 mai 2011, situé le long de l'exposition « Cheetah Run »,.

## Historique
Avant que l'attraction ne fut officiellement ouverte, le parc a développé une campagne de publicité relevant brièvement les statistiques de celle-ci, notamment durant la haute saison de 2010. Cinq vidéos clip ont été présentés au public représentant des scènes coupées d'images « on rides » (grâce à une caméra embarquée à bord),. L'annonce de cette nouveauté fut communiquée officiellement le 13 octobre 2010 par le directeur du parc Jim Dean,. Sa construction s'ensuit aussitôt. Le 18 novembre, quelques poteaux (les supports pour les rails) étaient déjà installés. Vers la mi-décembre, les poteaux de 31 mètres de haut pour la figure en 8 ainsi que quelques sections de rails étaient déjà en place.

## Le parcours
Cheetah Hunt est un parcours montagnes russes à propulsion construit par Intamin. L'ancienne gare du monorail fut réutilisée comme station d'embarquement pour Cheetah Hunt. Les visiteurs prennent place dans l'un des cinq trains, comprenant seize assises chacun. Le train est d'abord propulsé à 48 km/h depuis la gare pour contourner un virage étendu vers la gauche, suivi par une descente graduelle avant d'être propulsé à nouveau. Celui-ci accélère le train à la vitesse maximale de 97 km/h pour venir entamer une monté, un camelback (bosse) haut de 31 mètres en figure ressemblant à un 8, où les passagers traversent des hélixes avant de descendre à nouveau de 40 mètres dans une tranché. Ensuite, les passagers expérimentent un airtime procuré par un changement de direction en montant un nouveau camelback avant de contourner le corkscrew et les freins de mi-parcours (les seuls sur le parcours). Après, se complète des petits virages près du sol à travers un décor en fausse pierre, simulant un headshopper (les décors paraissent bas pour donner l'impression aux passagers qu'ils se les prendront sur la tête). Enfin, le train prend sa dernière propulsion à 64 km/h pour revenir jusqu'à la gare.
L'expérience se compose d'airtimes et de nombreux virages sur les camelback (dont un d'entre eux passant au-dessus de Sky Ride, le télécabine du parc) avant les freins finaux,.

## Cheetah Run
Le guépard a inspiré le nom de l'attraction. Le parc a également ouvert une exposition animalière appelé Cheetah Run. Les visiteurs peuvent apercevoir à travers des vitres l'animal terrestre le plus rapide du monde. Fin janvier 2011, cinq guépards sont accueillis dans le parc pour les préparatifs de l'ouverture de l'exposition,,,. Des écrans tactiles éducatifs y sont également exposés.

## L'homologue de Busch Gardens Williamsburg
Situé en Virginie, Busch Gardens Williamsburg (parc du même groupe) a construit un parcours de montagnes russes ressemblant à Cheetah Hunt. Il s'agit de Verbolten, ouvert en 2012. C'est la sixième fois que les deux parcs créent des attractions similaires.